# Samuel Sharman
Samuel Sharman (n. 2 noiembrie 1879, Montana, SUA – d. 30 august 1951, Los Angeles, California, SUA) a fost un trăgător de tir ce a reprezentat Statele Unite ale Americii, medaliat olimpic. A participat la o ediție a Jocurilor Olimpice (1924) în care a câștigat o medalie de aur.